# NGC 3087
NGC 3087 es una galaxia elíptica (Y) localizada en la dirección de la constelación de Antlia. Posee una declinación de -34° 13' 32" y una ascensión recta de 9 horas, 59 minutos y 08,6 segundos.
La galaxia NGC 3087 fue descubierta en 2 de febrero de 1835 por John Herschel.